# Kanjavec
Der Kanjavec ist ein Berg in Slowenien mit einer Höhe von 2568 m. i. J.
Er gilt als ein wenig begangener Gipfel mit einem herrlichen Panoramablick, u. a. direkt auf den Triglav, den höchsten Berg Sloweniens.